# Dan Koehl
 (février 2021).

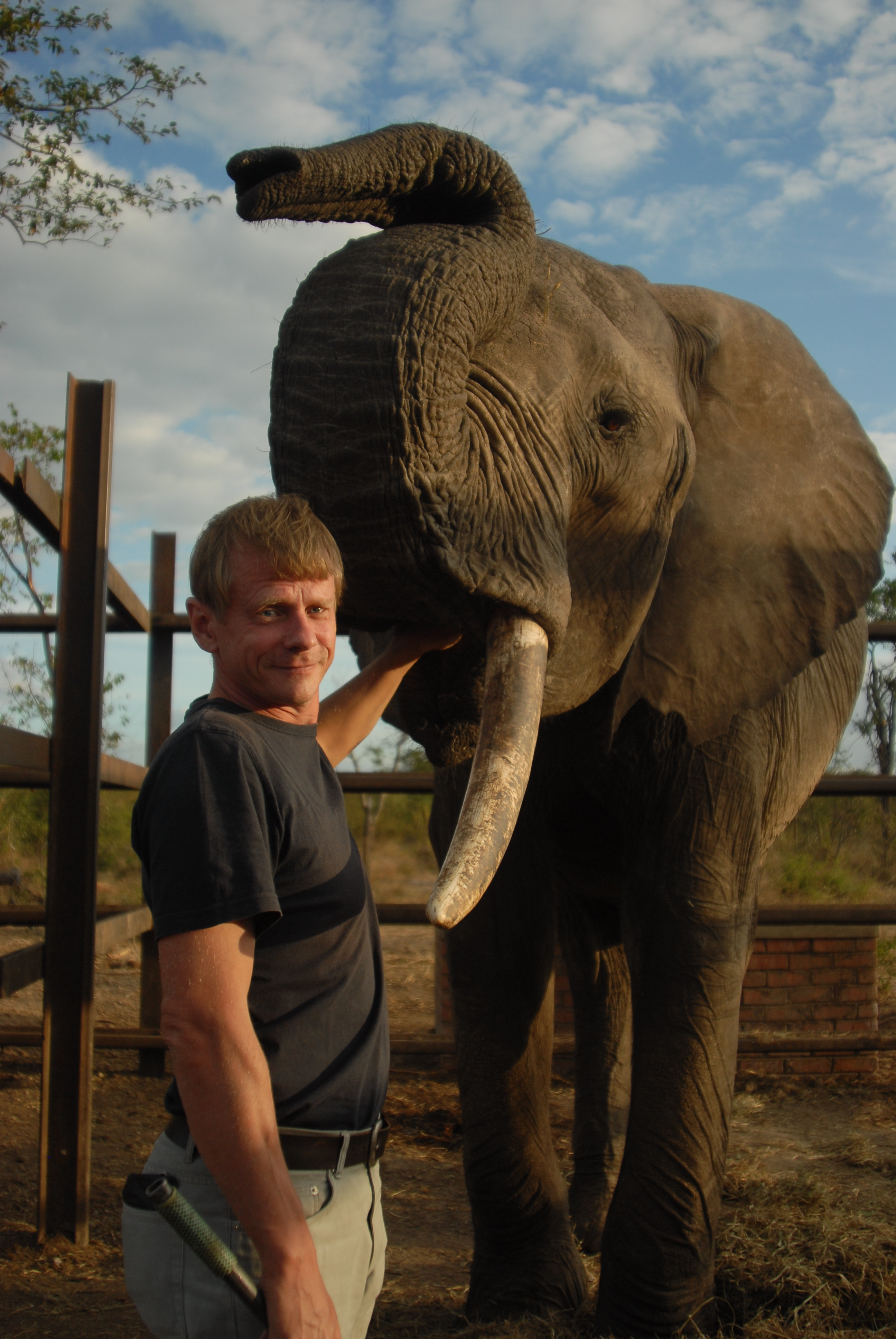
Dan Koehl et Bonniface, mâle, éléphant de savane d'Afrique, à lElephant Experience, près des chutes Victoria

Dan Albert John Koehl, né le 28 octobre 1959 à Stockholm, Suède, est un gardien de zoo et soigneur d'éléphant franco-suédois. 
Il est l'auteur de l' Encyclopédie des éléphants (Elephant Encyclopedia).

## Biographie

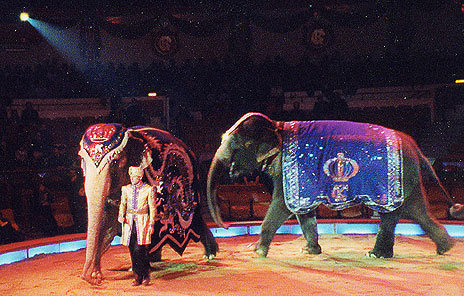
Dan Koehl et Mala et Delhi, deux éléphants d'Asie, au Circus Krone de Munich

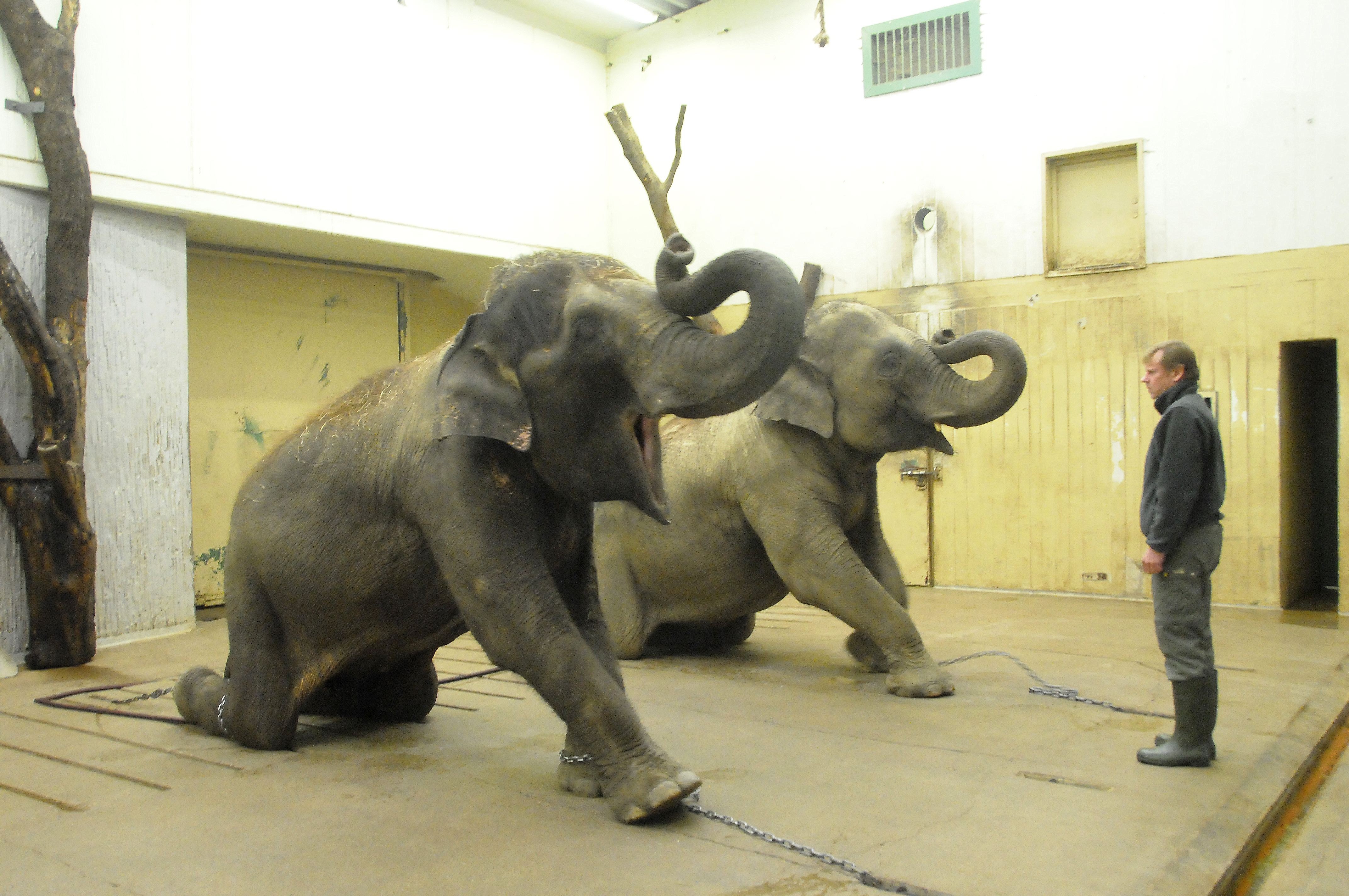
Dan Koehl et Saonoi et Bua, deux éléphants d'Asie offerts au roi Charles XVI Gustave de Suède par le roi de Thaïlande, à Kolmårdens Djurpark.

Dan Koehl,,,  est considéré comme « l'un des experts les plus renommés d'Europe sur les éléphants ».
Il est né le 28 octobre 1959 à Stockholm, en Suède. Ses parents sont Gösta Köhl, ingénieur, (1916-1996) et Margot Fallai-Nordholm (1922-2006). Son grand‑père est Albert Koehl (1879-1954).
Il grandit en Californie, aux États-Unis, et à Östermalm à Stockholm. Il étudie la zoologie au Lycée Enskede gårds. Outre ses études ultérieures à l'Université de Stockholm et à la Calle Flygare Teaterskola, Koehl a commencé sa carrière en tant que berger commissionné pour le Troupeau de Moutons Royal à Gärdet à Stockholm, avant de suivre un apprentissage de cornac au Sri Lanka et en Inde, au zoo de Hanovre et chez Tierpark Hagenbeck,,.

### Carrière
Depuis la fin des années 1970, Dan Koehl a été chef soigneur d'éléphants, maître d'écuries et consultant dans des zoos, cirques et ranchs du monde entier.
Les sites européens incluent Skansen, Cirkus Scott (sv), Le parc zoologique de Borås (en), Zoo de Munich, Jardin zoologique de Schönbrunn, Zoo de Dresde, Zoolandia (en) (Finlande). Parco Natura Viva, Kolmårdens Djurpark, Circus Krone, Tiergarten Walding (en) (Autriche), Zoo de Karlsruhe et Zoo de Prague.
À Skansen, avant le départ des éléphants de l'écurie Nika et Shiva vers des conditions de vie inférieures à l'étranger, il a participé à une campagne qui a déclenché un débat national sur les « éléphants bien-aimés de Stockholm ». Bien que décrits par Cynthia Moss dans Elephant Memories comme « parmi les mieux soignés et les plus heureux que j'aie jamais vus en captivité », après de nombreuses controverses, les éléphants de Skansen sont expédiés à Cricket Park, en Angleterre. Ils seront victimes d'une mort prématurée,,.
Au parc animalier de Kolmården, Koehl a été nommé « palefrenier royal ». Il est charge de la gestion des éléphants Boa et Saonoi donnés au roi Charles XVI Gustave de Suède par le roi Bhumibol Adulyadej, Rama IX de Thaïlande.
Depuis les années 1990, il a travaillé pour Elephant Experience et Sondelani Game Lodge au Zimbabwe, Pinnawala Elephant Orphanage au Sri Lanka et la Fondation Aïravata pour les éléphants khmers, la Compagnie des éléphants d'Angkor et la Kulen Elephant Forest (Eléphants d'Forêt Kulen), ces trois derniers au Cambodge,,,.
Il a contribué à diverses fondations de protection et de préservation des animaux et de la faune sauvage, en particulier concernant les éléphants, y compris les éléphants d'Asie victimes de la guerre, à l'orphelinat des éléphants de Pinnawala,.
Il est adjoint du secrétaire exécutif de l'Association européenne des gardiens et soigneurs d'éléphants (EEKMA) en 1998-2008. Il a collaboré à l'élaboration des directives de sécurité pour la gestion des éléphants (2002).
Koehl vit à Phnom Penh, au Cambodge depuis 2010 et a une résidence sur l'île de Ljusterö dans l'archipel de Stockholm, Suède[réf. nécessaire].

## Elephant Encyclopedia
Parallèlement aux conférences en zoologie, Dan Koehl mène des recherches zoologiques à travers Elephant Encyclopedia depuis 1995. Ce travail comprend une considérable base de données sur les individus éléphants (et, peut-être, la plus importante sur les individus d'une seule espèce dans son ensemble),. 
Cité par des journalistes, des organisations et dans des travaux scientifiques,,, il a servi à lutte contre l'herpèsvirus endothéliotrope et le cancer des éléphants,,,,,.